# صندوق استكشاف فلسطين

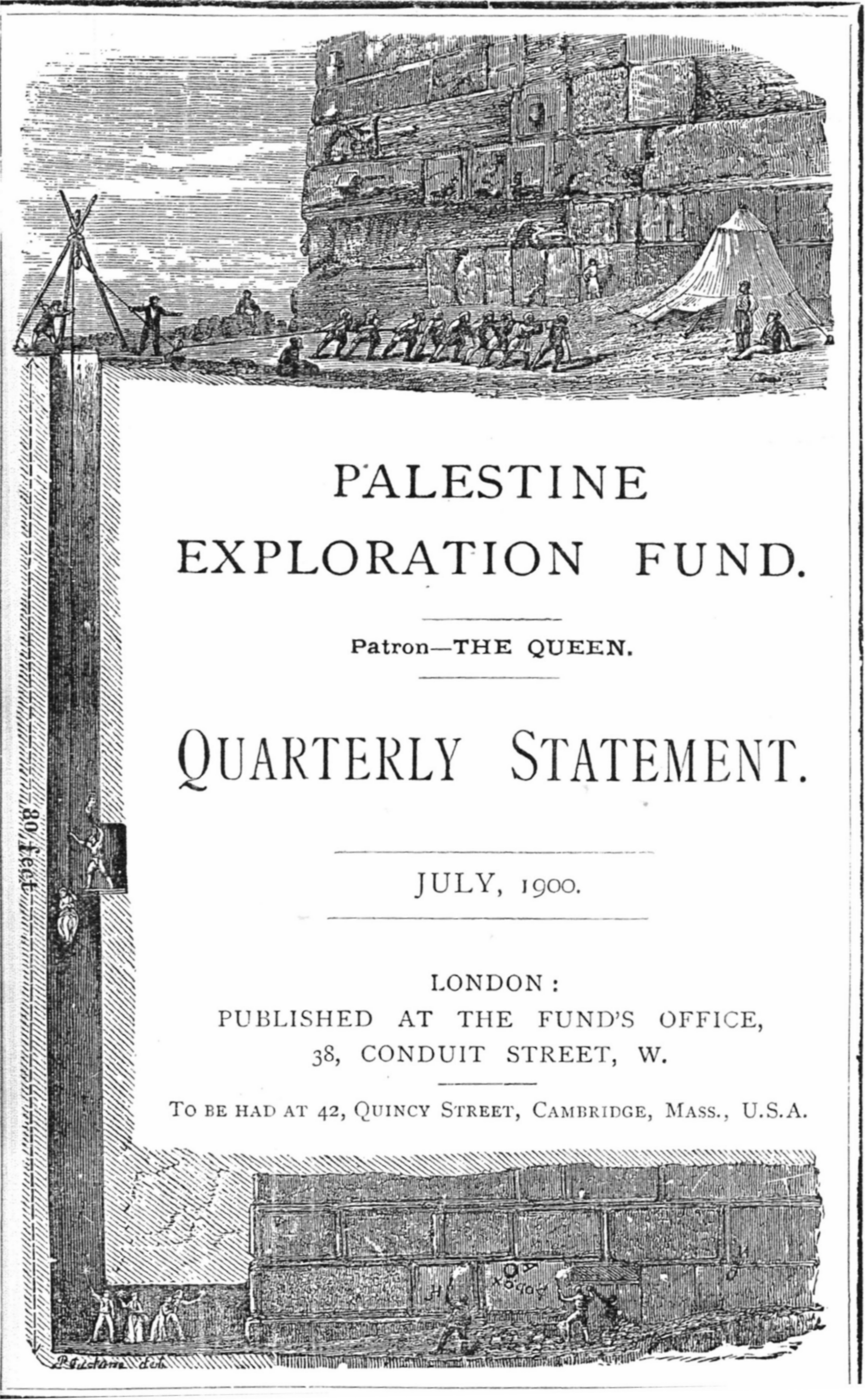
بيان ربع سنوي لصندوق استكشاف فلسطين، تموز 1900 م.

صندوق استكشاف فلسطين (بالإنجليزية: Palestine Exploration Fund)‏ المعروفة اختصارًا بالرموز PEF هي جمعية بريطانية مقرها لندن أسست سنة 1865 م تحت رعاية الملكة فكتوريا ملكة إنكلترا.
وحسب ما تعلن الجمعية، فإنها جمعية علمية تهتم بالبحث في الآثار والطوبوغرافيا والجغرافية الطبيعية والتاريخ الطبيعي لفلسطين، غير أنها لعبت دورا مهمًا في مجال جمع المعلومات الاستخباراتية العسكرية التي كان تحتاجها بريطانيا لمد نفوذها الاستعماري في المنطقة.
تعود بدايات هذا الصندوق حرفياً إلى مجتمع أوجده قنصل بريطانيا جيمس فين وزوجته اليزابيث آن فين. في 22 حزيران عام 1865، قامت جموعة من المجموعات التوراتية والقسيسين بتمويل الصندوق بدءاً ب300 باوند. ومن أكثر الأعضاء الملحوظين آرثر ستانلي تريتون، عميد ويستمنستر، وجورج كروف الذي أنشأ لاحقاً الكلية الملكية للموسيقى والمسؤول عن قاموس قروف للموسيقى.
من أهم منجزات صندوق استكشاف فلسطين هو مشروع مسح جغرافيا فلسطين.

## أبرز الأعضاء
- كلود كوندر
- تشارلز وارن
- هربرت كتشنر
- إدوارد هنري بالمر
- توماس إدوارد لورنس
- كاثلين كينيون
- كونراد شيك
- تشارلز ويلسون

## وصلات خارجية
- موقع صندوق استكشاف فلسطين